# Hessisches Landesmuseum Darmstadt

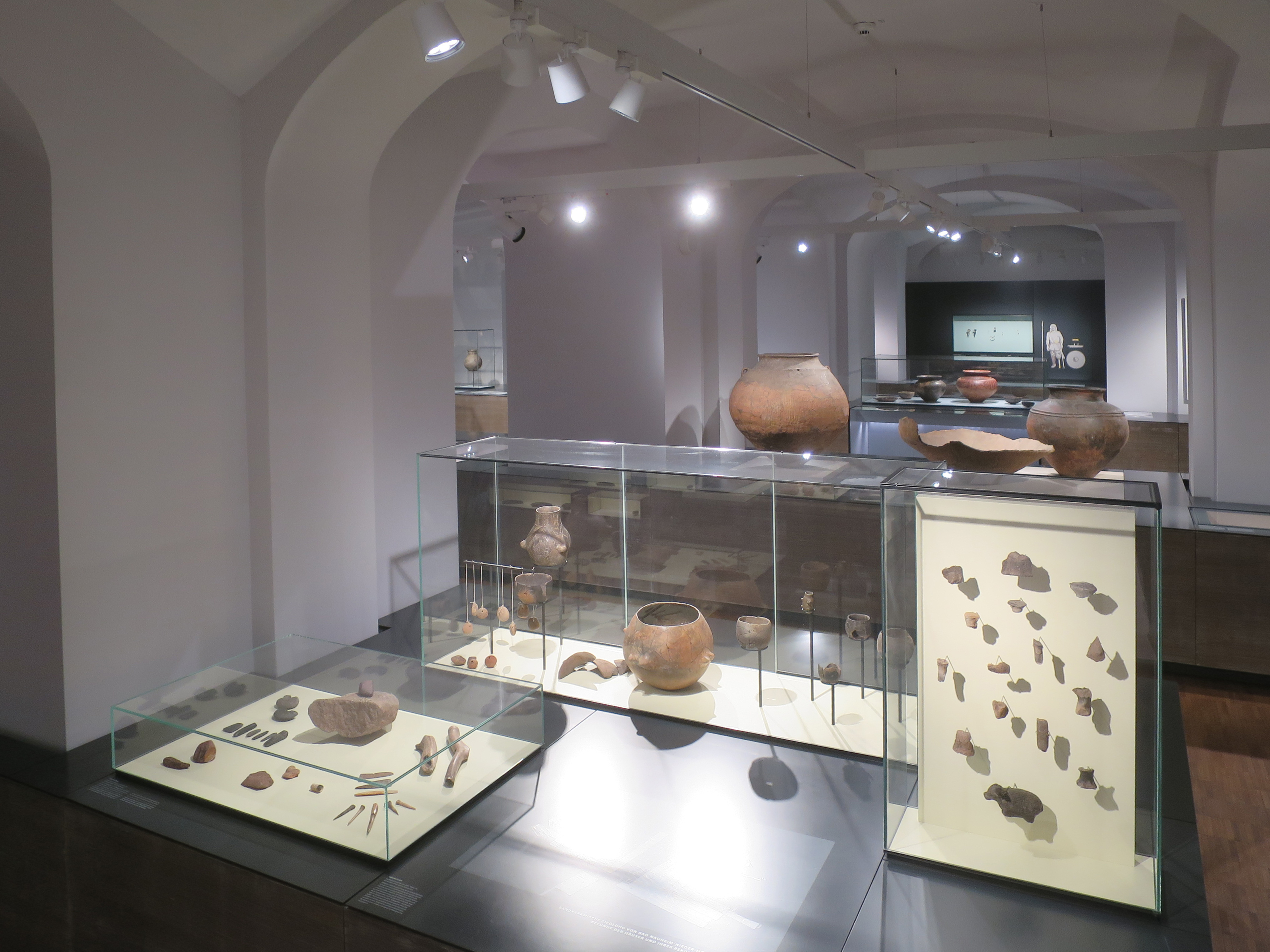
Ausstellung zur Vor- und Frühgeschichte (2023)

Das Hessische Landesmuseum Darmstadt (kurz HLMD), eines der ältesten öffentlichen Museen Deutschlands, ist ein Universalmuseum mit umfangreichen ständigen Sammlungen; daneben finden Sonderausstellungen statt. Es zählt zu den großen Museen Deutschlands und vereinigt zahlreiche unterschiedliche Sammlungen aus den Bereichen Kunst-, Kultur- und Naturgeschichte.
Das Hauptgebäude des Museums am Friedensplatz bzw. Karolinenplatz in Darmstadt ist nach umfassenden Bau- und Sanierungsarbeiten seit dem 13. September 2014 neu eröffnet.

## Geschichte

### Fürstliche Sammlung

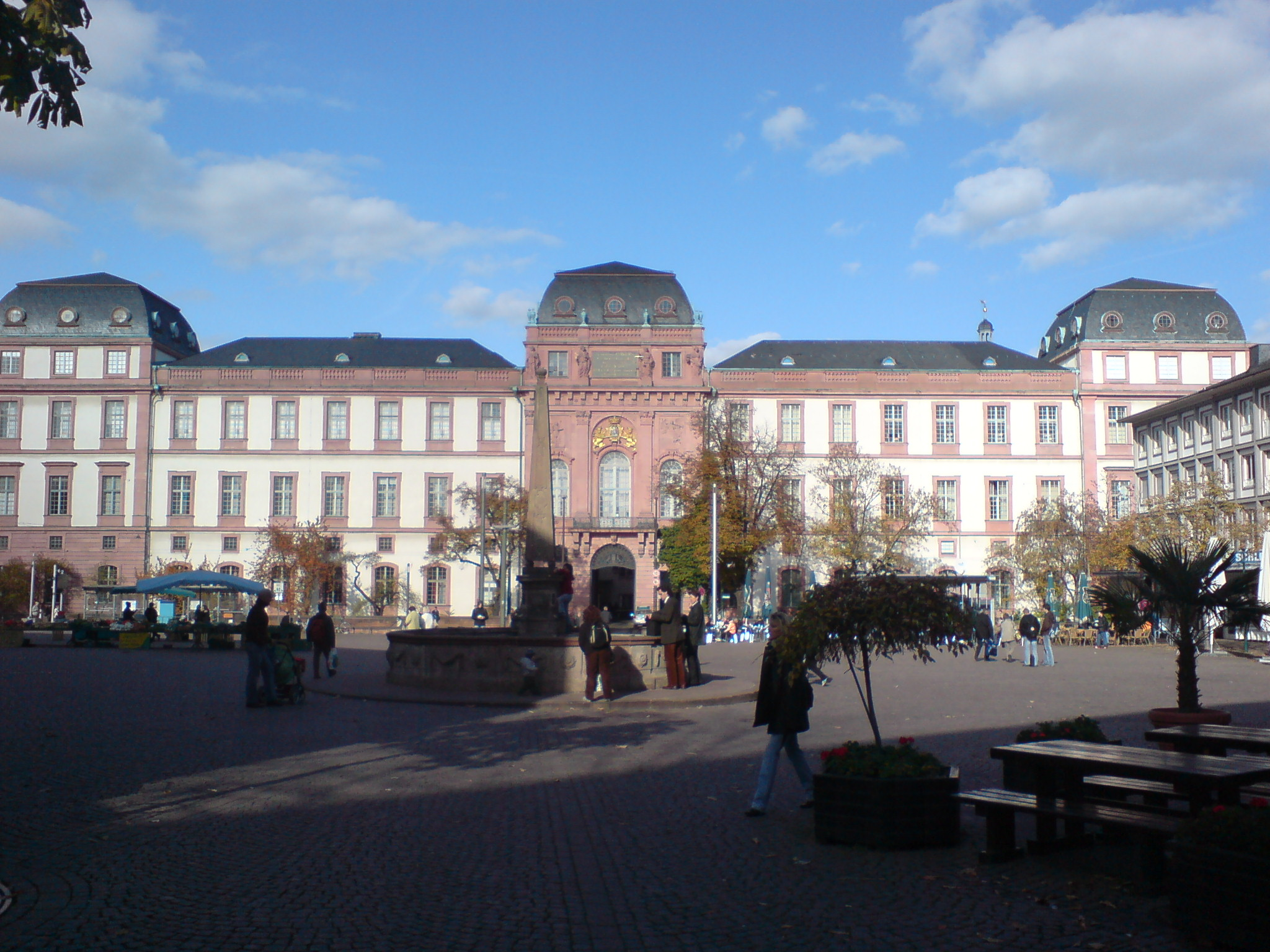
Erstes Ausstellungsgebäude: Das Residenzschloss Darmstadt (2007)

Kunst- und Naturaliensammlungen der Landgrafen von Hessen-Darmstadt wurden seit dem 17. Jahrhundert angelegt und mit dem Regierungsantritt des Landgrafen Ludwig X. von Hessen-Darmstadt (ab 1806: Großherzog Ludwig I.) ab 1790 umfangreich ausgebaut. Hierbei spielte Ernst Schleiermacher, geheimer Kabinettssekretär des späteren Großherzogs und dann auch erster Museumsdirektor, eine maßgebliche Rolle.
Oft wurde deren Kulturgut nach Darmstadt gebracht und dort in die Sammlung integriert. 1802–1805 gelang die Übernahme der umfangreichen Sammlung des Barons Adolf von Hüpsch aus Köln. Durch die Säkularisation gelangten ab 1803 viele kirchliche Einrichtungen in die Hand der Landgrafschaft Hessen-Darmstadt.
Ab 1808/09 wurde die Sammlung in einer Reihe von Räumen des Ober- und Zwischengeschosses des Residenzschlosses Darmstadt aufgestellt, erhielt 1818 einen ersten gedruckten Katalog und wurde 1820 in ein öffentliches Museum überführt. Laut Stiftungsbrief vom 20. Juli 1820 geschah das zur Beförderung wahrer Aufklärung und Verbreitung nützlicher Kenntnisse. Dem Museum angegliedert war eine Zeichenakademie zu der der Großherzog Stipendien gewährte.
Ende des 18. Jahrhunderts vererbte Landgräfin Karoline ihrem Sohn Ludwig X.ihre Sammlung von Naturalien und physikalischen Instrumenten, die den Grundstock für die naturwissenschaftlichen Sammlungen des heutigen HLMD bildete. Während seiner Regierungszeit fügte Ludewig I. wichtige Bestände hinzu. Im Jahr 1820 übergab Ludewig I. seine Kunst- und Naturaliensammlung in Form einer Stiftung in das Eigentum des Staates. Damit machte er die Sammlung, die seit dem 17. Jahrhundert von den Landgrafen Hessen-Darmstadts kontinuierlich aufgebaut worden war, der Öffentlichkeit zugänglich. 1817 wurde die Sammlung vom alten Residenzschloss in das neue Schloss verlegt. Ihr weiteres Wachstum machte jedoch einen Neubau notwendig, der 1897 auf Veranlassung von Großherzog Ernst Ludwig in Angriff genommen wurde. Architekt war der durch den Bau des Warenhauses Wertheim in Berlin bekannt gewordene gebürtige Darmstädter Alfred Messel.
1937 wurden in der zentralen Aktion „Entartete Kunst“ von den Nationalsozialisten aus dem Museum Werke von Ernst Barlach, Max Beckmann, Massimo Campigli, Lovis Corinth, Otto Dix, Ewald Dülberg, Reinhold Ewald, Lyonel Feininger, Conrad Felixmüller, Johannes Greferath, George Grosz, Erich Heckel, Otto Herbig, Karl Hofer, Ernst Ludwig Kirchner, Paul Klee, Oskar Kokoschka, Otto Lange, Wilhelm Lehmbruck, Franz Marc, Ludwig Meidner, Oskar Moll, Heinrich Nauen, Emil Nolde, Max Pechstein, Annelise Reichmann, Hans Tombrock und Paul Thesing beschlagnahmt. Ein großer Teil davon wurde vernichtet. Die Einbußen konnten nach 1945 nur zum Teil kompensiert werden. 1944 wurde das Gebäude teilweise zerstört. Die wichtigsten Objekte der Sammlungen waren jedoch ausgelagert und sind damit gerettet worden.
In den Jahren nach dem Zweiten Weltkrieg wurde der Messelbau wiederhergestellt, 1955 konnte das HLMD seine Türen schließlich wieder öffnen. Seitdem erfuhren die Sammlungen wesentliche Erweiterungen. 1980 wurde der Erweiterungsbau nach Entwürfen des Architekten Reinhold Kargel begonnen. In den 1990er Jahren wurde die Erd- und Lebensgeschichte mit der Präsentation der Funde aus der Grube Messel grundlegend erneuert. Ende 2007 wurde das HLMD für die Öffentlichkeit geschlossen und umfassend saniert. Inhaltlich wurde versucht, die von Alfred Messel vorgegebene Struktur des Hauses durch die Anordnung der Sammlungen weitgehend aufzugreifen und weiterzuführen.

### Landesmuseum

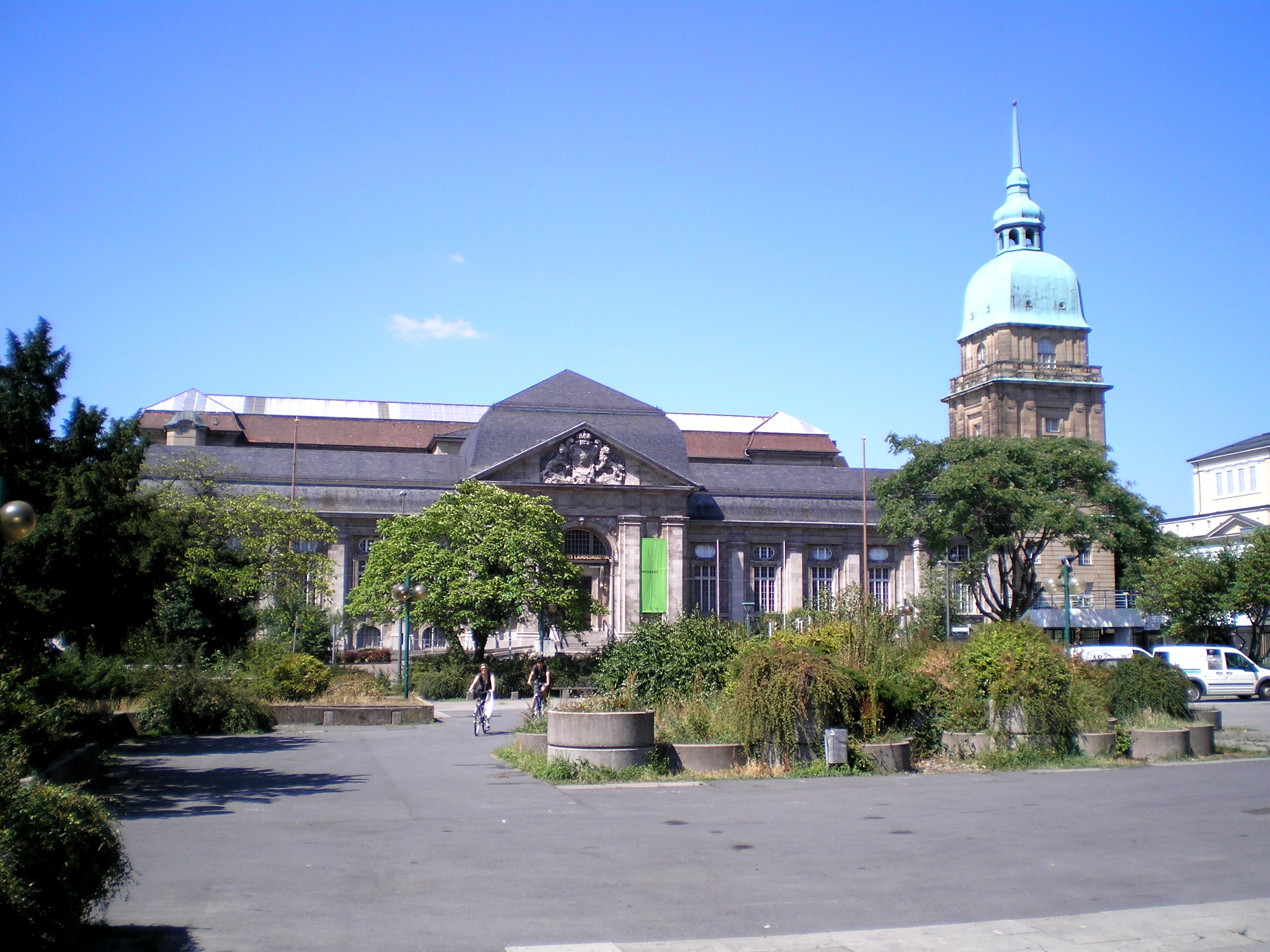
Das Hessische Landesmuseum in Darmstadt

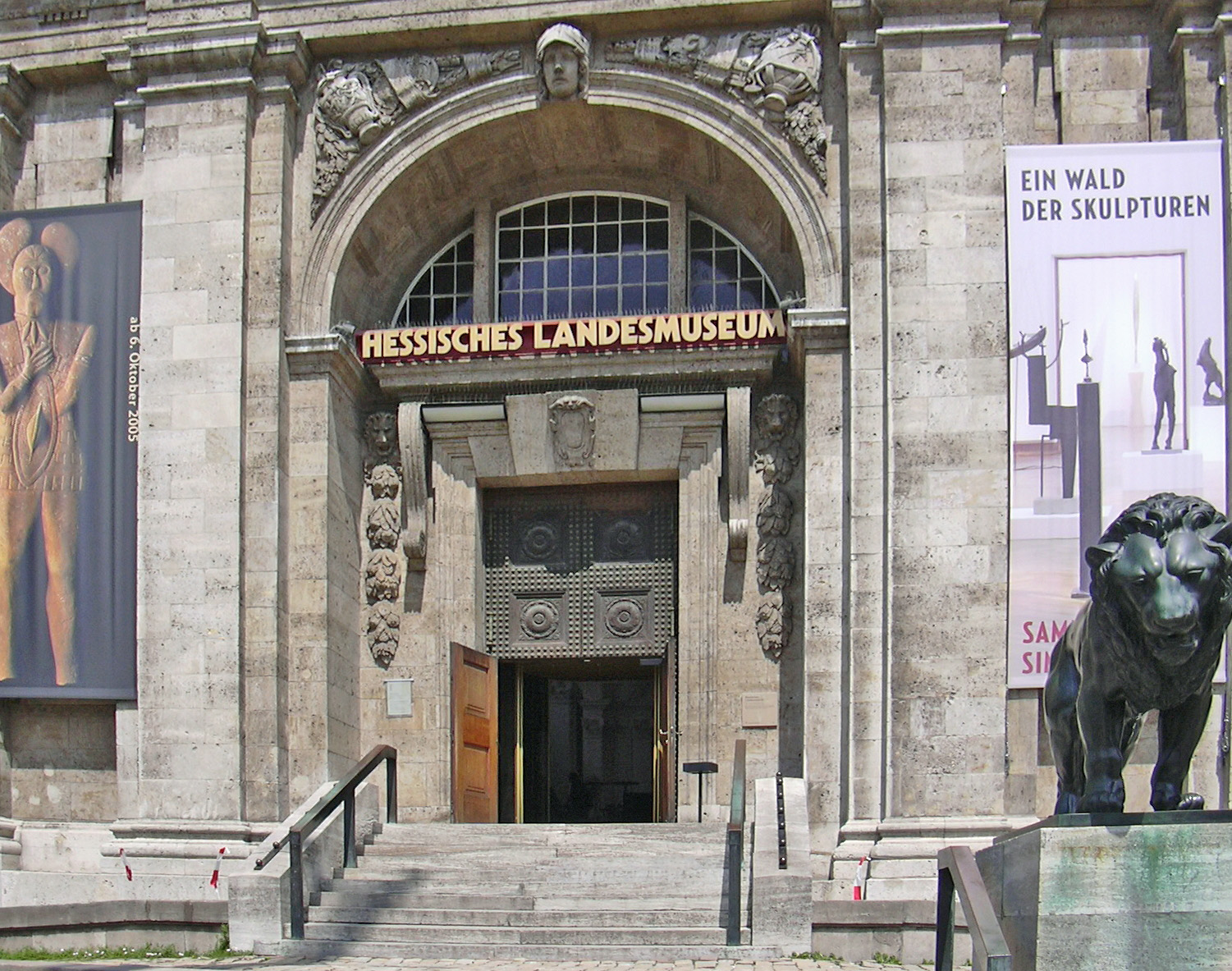
Haupteingang Hessisches Landesmuseum (2006)

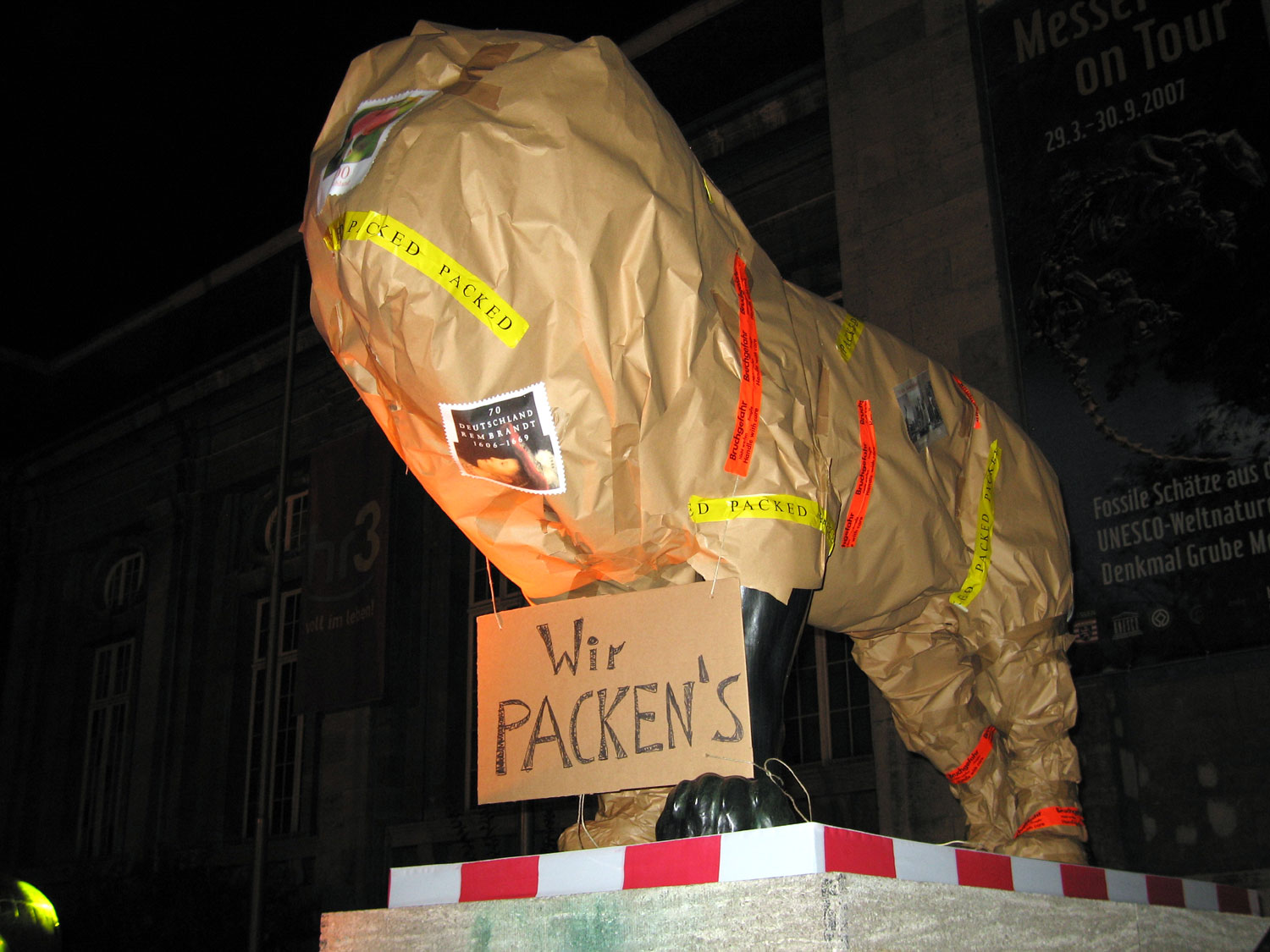
Symbol zur Sanierung des Museums (2007)

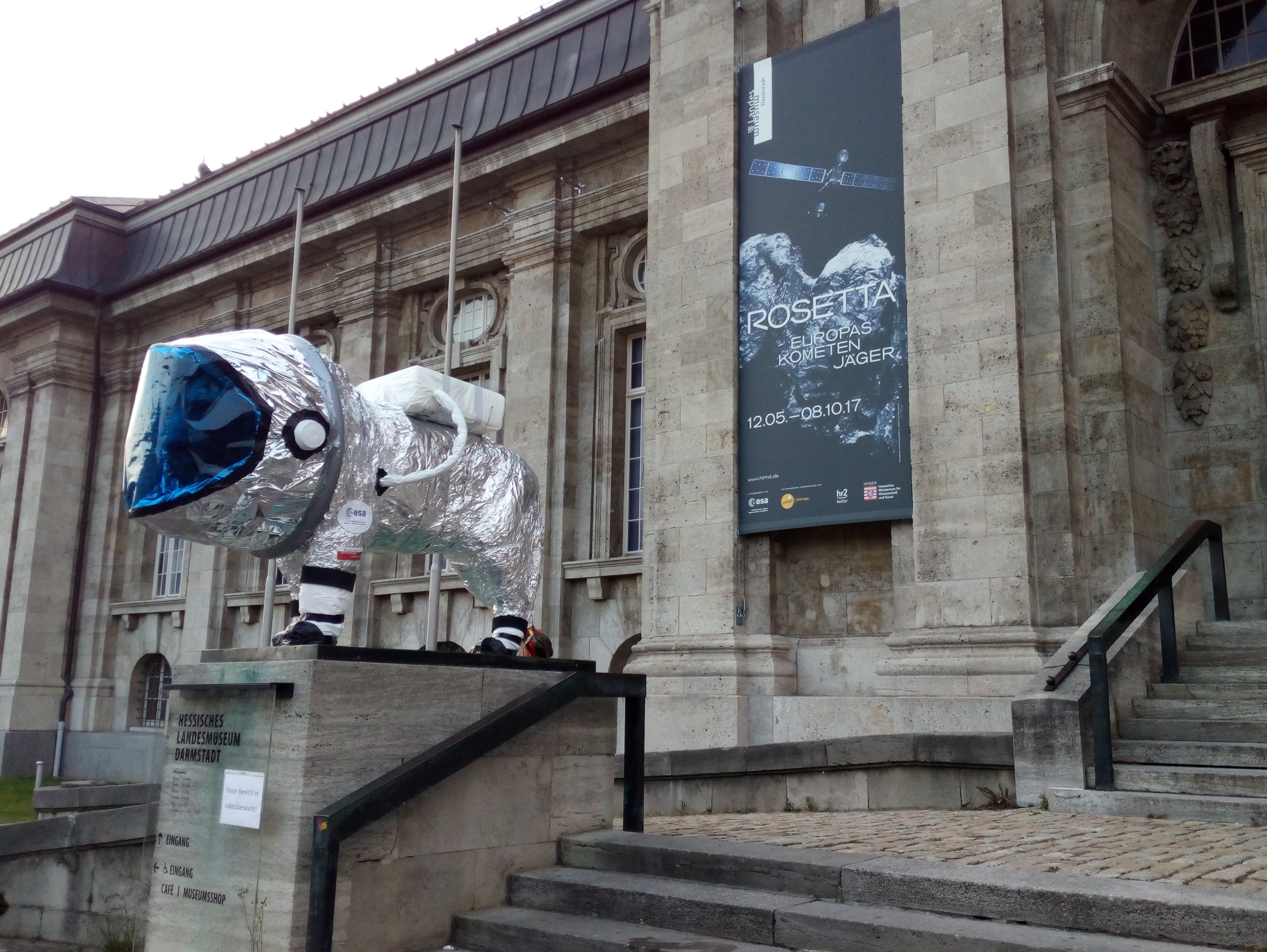
Löwenskulptur im Raumanzug, Sonderausstellung zur Rosetta-Mission (2017)

Ab 1828 arbeitete der Naturforscher Johann Jakob Kaup (1803–1873) im Museum. Er gilt als ein Pionier der Paläontologie und untersuchte und beschrieb zahlreiche Fossilienfunde. 1854 wurde der ehemalige Ministerpräsident und nunmehrige Präsident des Oberkonsistoriums (oberste Kirchenbehörde), Heinrich Karl Jaup, – im Nebenamt – auch Museumsdirektor.
Ein Neubau wurde ab 1855 immer notwendiger, da die Sammlungen stetig weiter wuchsen. Ein 1892 durchgeführter Architektenwettbewerb brachte keine befriedigenden Ergebnisse. Das Gebäude, das heute die Sammlungen beherbergt, wurde schließlich 1897 auf Veranlassung von Großherzog Ernst Ludwig durch den Architekten Alfred Messel, der sich in Berlin mit Ideen zur Planung eines Idealmuseums profiliert hatte, erbaut und konnte 1906 seiner Bestimmung übergeben werden. Unter der Einflussnahme des Großherzogs übernahm Messel von Louis Remy de la Fosse die nicht ausgeführte Idee eines Turmentwurfs für das Schloss. Im Inneren des Baus sollten die historischen Zusammenhänge durch Schauräume wie den Romanischen Gang, die Gotische Kirche und den Mittelalterlichen Hof veranschaulicht werden. Seit 1912 stehen vor dem Museum zwei Fahnenmasten und zwei bronzene Löwen nach den Entwürfen von Heinrich Jobst.
1924 stiftete Freiherr Maximilian von Heyl, der Stadt Darmstadt – wofür er zum Ehrenbürger ernannt wurde – eine bedeutende Sammlung von Gemälden Arnold Böcklins, die im Landesmuseum gezeigt wird und den Schwerpunkt der Galerie des 19. Jahrhunderts bildet.
Die Kunsthistorischen Sammlungen, insbesondere die Graphische Sammlung und der Bestand an deutschen Gemälden des Expressionismus, erlitten in der Zeit des Nationalsozialismus empfindliche Einbußen. 1937 wurde in der Nazi-Aktion „Entartete Kunst“ 104 Arbeiten von Ernst Barlach, Max Beckmann, Massimo Campigli, Lovis Corinth, Otto Dix, Ewald Dülberg, Reinhold Ewald, Lyonel Feininger, Conrad Felixmüller, Johannes Greferath, George Grosz, Erich Heckel, Otto Herbig, Karl Hofer, Ernst Ludwig Kirchner, Paul Klee, Oskar Kokoschka, Alfred Kubin, Otto Lange, Wilhelm Lehmbruck, Franz Marc, Ludwig Meidner, Oskar Moll, Heinrich Nauen, Emil Nolde, Max Pechstein, Hans Tombrock, Paul Thesing und Reichmann beschlagnahmt, ein großer Teil davon danach zerstört. Das Gebäude wurde während des Zweiten Weltkriegs durch Bombardierung schwer beschädigt (siehe auch Geschichte der Stadt Darmstadt, Luftangriff auf Darmstadt (Brandnacht)), die wichtigsten Exponate waren allerdings vorher ausgelagert und somit gerettet worden.
1955 wurde das Museum wiedereröffnet. Es folgten weitere bedeutende Erweiterungen der Sammlung, beispielsweise der Block Beuys von Joseph Beuys sowie eine umfangreiche Sammlung von Werken seines Schülers Blinky Palermo. Die geologisch-paläontologische Sammlung wurde mit Funden aus der Grube Messel grundlegend erneuert. Anfang der 1970er Jahre wurde das Dachgeschoss ausgebaut. 1984 wurde das Museum um einen Erweiterungsbau für die Kunst des 20. Jahrhunderts ergänzt. Der 1. Preis eines Architektenwettbewerbes aus dem Jahr 2004 zur Sanierung und Erweiterung des Hessischen Landesmuseums sah den Abriss und Ersatz dieses Erweiterungsbaus vor, wurde aber doch nicht abgerissen, sondern „ertüchtigt“. Das HLMD war wegen dieses Umbaus vom 30. September 2007 bis zum 12. September 2014 geschlossen.

## Museumsleiter
- 1820–1835: Ernst Schleiermacher
- 1835–1844: Ludwig Schleiermacher
- 1844–1854: Andreas Schleiermacher
- 1854–1892: Heinrich August Schleiermacher
- 1900–1932: Friedrich Back
- 1934–1949: August Feigel
- 1950–1959: Erich Wiese
- 1960–1974: Gerhard Bott
- 1975–1990: Wolfgang Beeh
- 1991–1997: Sybille Ebert-Schifferer
- 1997–2008: Ina Busch
- 2008–2013: Theo Jülich (kommissarisch)
- 2013–2018: Theo Jülich[11]
- seit 2019: Martin Faass

## Sammlungen

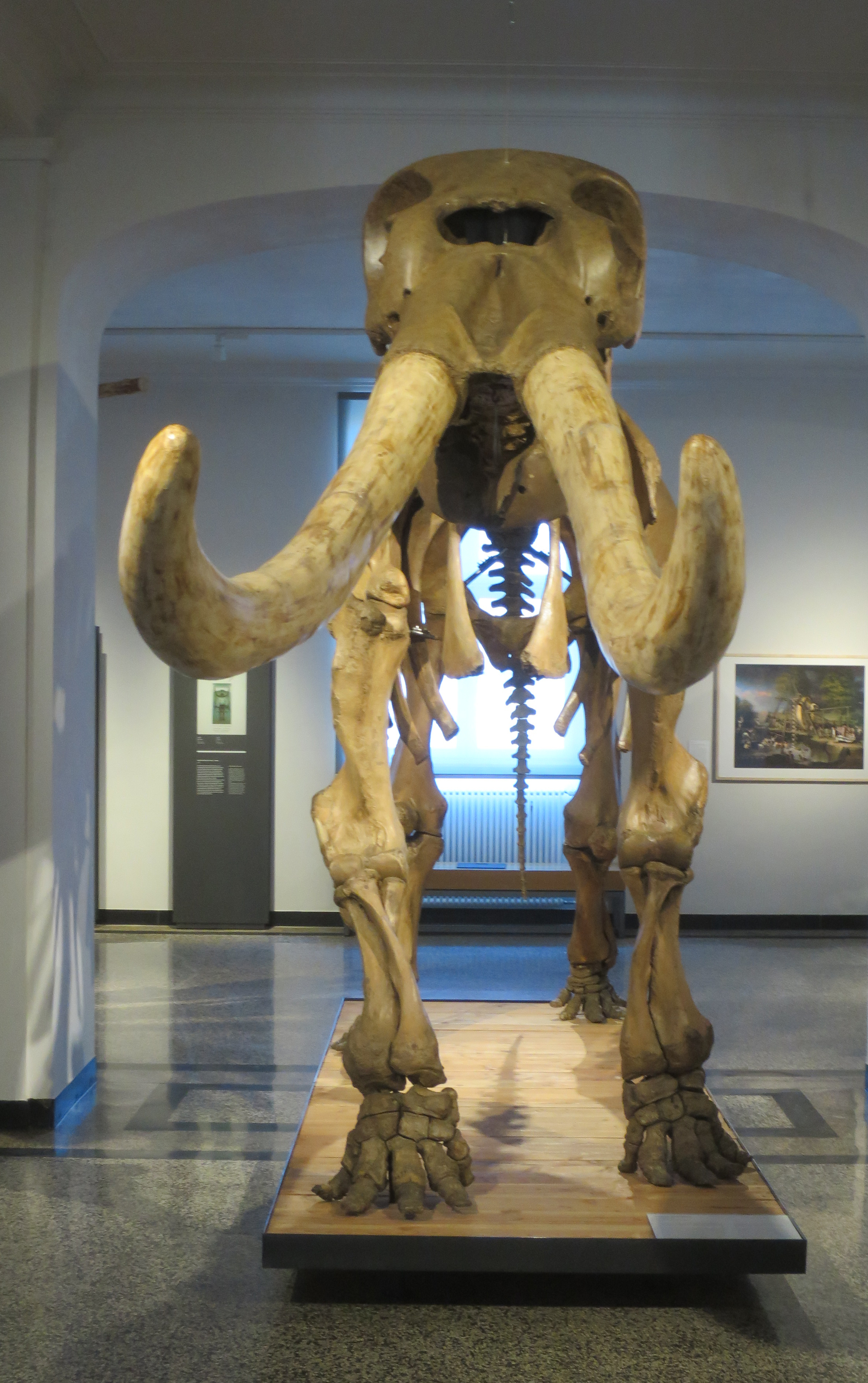
Peale’s Mastodon (2023)

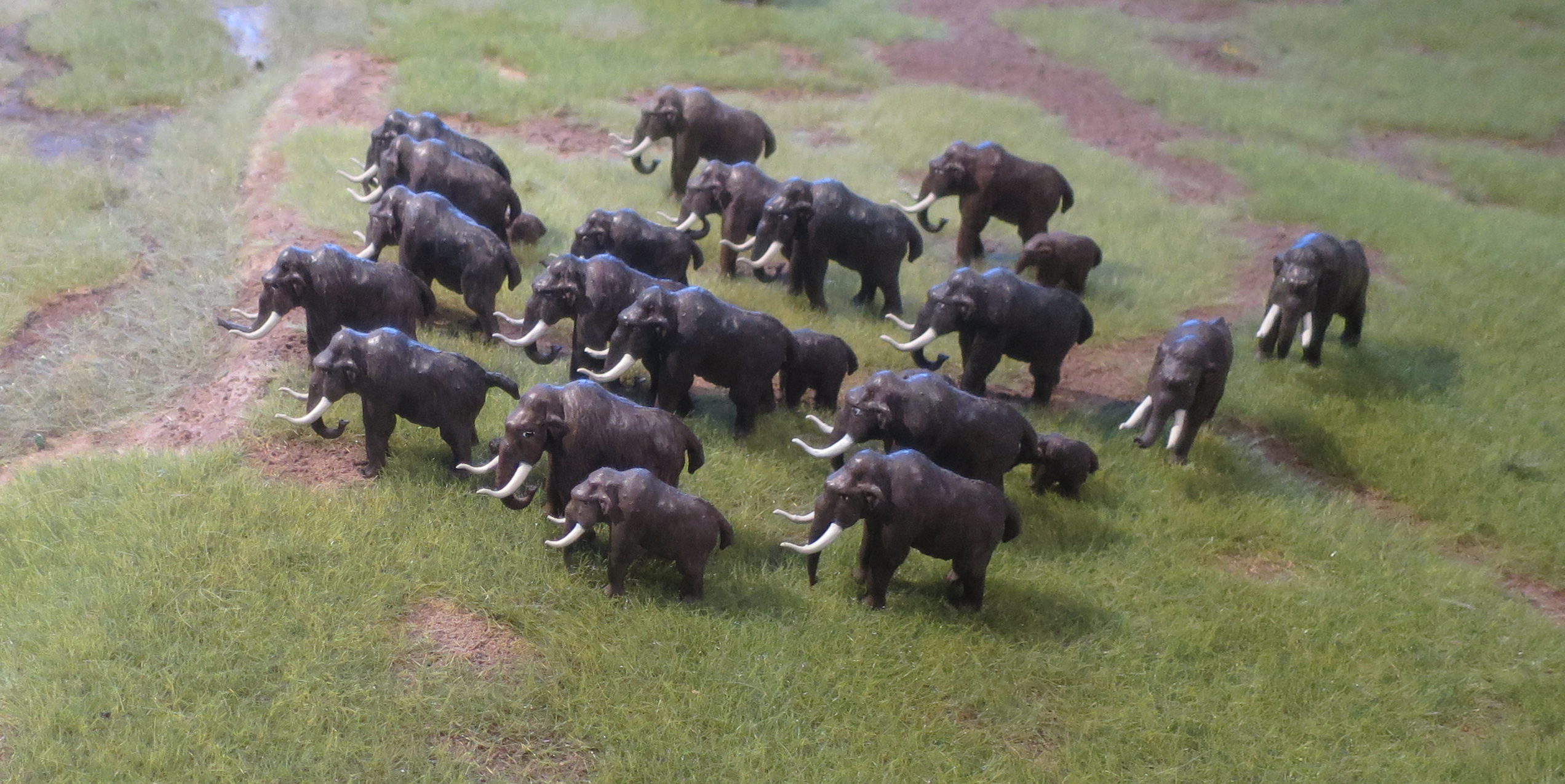
Mammut-Herde (Modell) (2023)

### Naturkunde
Mineralogische Sammlung
Die mineralogische Sammlung ging – wie viele andere Sammlungen des Landesmuseums auch – aus den großherzoglichen Sammlungen hervor. Den Grundstock legte noch Landgräfin Karoline (1721–1774). Diese Sammlung wurde im Laufe der Zeit durch weitere ergänzt: die Sammlung des Barons Adolf von Hüpsch und des Bergrates Andreas Ludwig August Jakob Emmerling.
Auch später wurde die Sammlung noch erweitert, da der Bergbau im Odenwald aufgegeben wurde und neues Material kaum noch zugänglich war, versuchte das Museum frühzeitig vorhandenes Referenzmaterial zu sichern. 1995 erwarb es die Sammlung Paul Ruppenthal, 2002 die Sammlung Ecker, 2004 die Sammlung Theo Schmitt, 2010 wurde die Sammlung durch einen weiteren Ankauf ergänzt und 2012 eine Micromount-Sammlung aus Reichenbach erworben. Inzwischen ist die Odenwaldsammlung auf etwa 7.500 Stücke angewachsen. Die Mineraliensammlung umfasst insgesamt ca. 33.000 Mineralien.
Burgess-Schiefer
Eine weitere Sammlung stammt aus dem Burgess-Schiefer im Yoho-Nationalpark in den kanadischen Rocky Mountains.
Rudistenriff
In der geologischen Sammlung ist der Ausschnitt aus einem Rudistenriff nachgebaut.
Dinotheriensande
Fossile Säugetierreste stammen aus den etwa zehn Millionen Jahre alten Ablagerungen (Dinotheriensande) des Ur-Rheins in Rheinhessen. Als wissenschaftlich besonders wertvoller Fund gilt der 1820 geborgene etwa 28 Zentimeter lange Oberschenkelknochen eines Menschenaffen (Paidopithex rhenanus) aus Eppelsheim. Er gilt weltweit als der älteste Fund eines fossilen Menschenaffen.
Zoologie

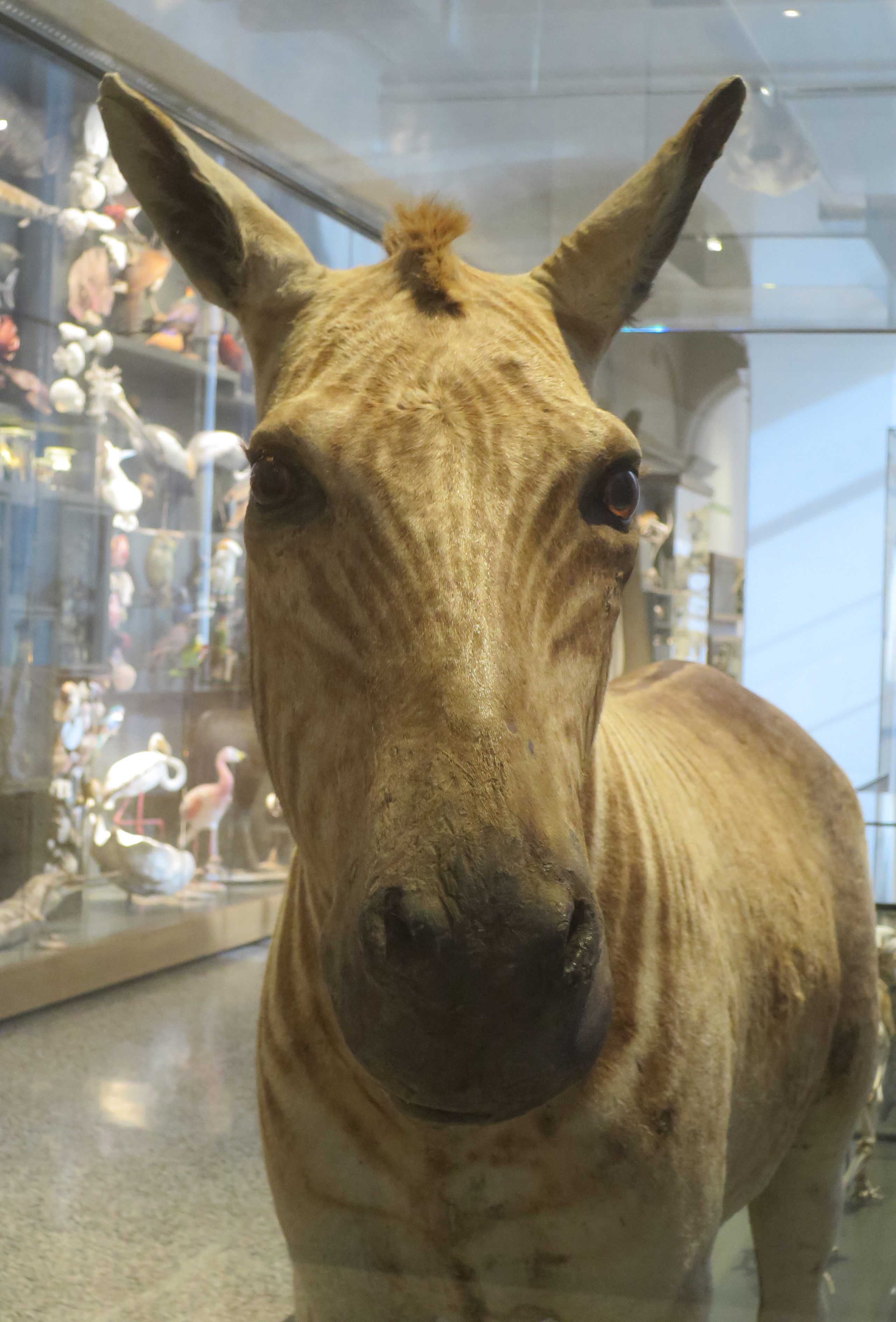
Quagga, ausgestorben (2023)

Die Sammlungen der Zoologie gehen auf das Naturalienkabinett des späteren Großherzogs Ludwig I. zurück. 1847 wurde die geologisch-mineralogische, 1893 die paläontologische Sammlung ausgegliedert. Im 19. Jahrhundert wurden auf Initiative des damaligen Kustos Johann Jakob Kaup die zoologischen Sammlungen regelmäßig gezielt durch Ankäufe erweitert. In der zoologischen Sammlungen befinden sich weiter Objekte von den Xarifa-Expeditionen (1953–1954, 1957–1958), die der Tauchpionier Hans Hass leitete. Der ehemalige zoologische Kustos des Landesmuseums, Georg Scheer, war Teilnehmer dieser Forschungsreisen.
Die Ausstellung zeigt:
- den Wandel der Natur, die Entwicklung der Artenvielfalt und deren ständige Anpassung, aber auch deren Aussterben und so
- Präparate verhältnismäßig rezent ausgestorbener Tierarten, wie Quagga, Beutelwolf, die Steller'sche Seekuh, Elfenbeinspecht, Riesenmoa, Rodrigues-Solitär, Vogls Stummelfußfrosch, Lappenhopf und Paradiessittich.
- eine umfangreiche Skelettsammlung und darin unter anderem das komplett erhaltene Skelett von Peale’s Mastodon (Mammut americanum) aus den USA, das die Besucher am Ende der Treppe zum ersten Stock begrüßt. Zudem besitzt die zoologische Abteilung eine große Zahl Wirbeltierskelette, etwa ein im Raum schwebend aufgehängtes Skelett eines Zwergwals.
- Die Schwerpunkte der systematischen Sammlung liegt bei Korallen, Vögeln und Säugetieren.

Grube Messel
Das Museum verfügt über eine Sammlung großer Wirbeltier-Fossilien aus der unweit von Darmstadt gelegenen Grube Messel, Welterbe der UNESCO. Dort wurden auch fossilisierte Pflanzen und Insekten aus dem Eozän gefunden, die ausgestellt sind. Die Farben der Insekten schillern zum Teil noch heute. Das Landesmuseum beteiligt sich aktiv an den Grabungen in der Grube Messel und der Erforschung der dortigen Funde.
Evolution des Menschen
Die Ausstellung hat durch die Rekonstruktionen der Gesichter von Menschen-Verwandten (Hominiden) überregionale Bekanntheit erlangt. Lebensechte Kopfrekonstruktionen der Vormenschen Sahelanthropus tchadensis, Australopithecus anamensis, Australopithecus afarensis, Kenyanthropus platyops, Australopithecus africanus und Paranthropus boisei sowie die Urmenschen Homo rudolfensis, Homo habilis und die Frühmenschen Homo erectus und Neandertaler werden gezeigt.
Historische Dioramen

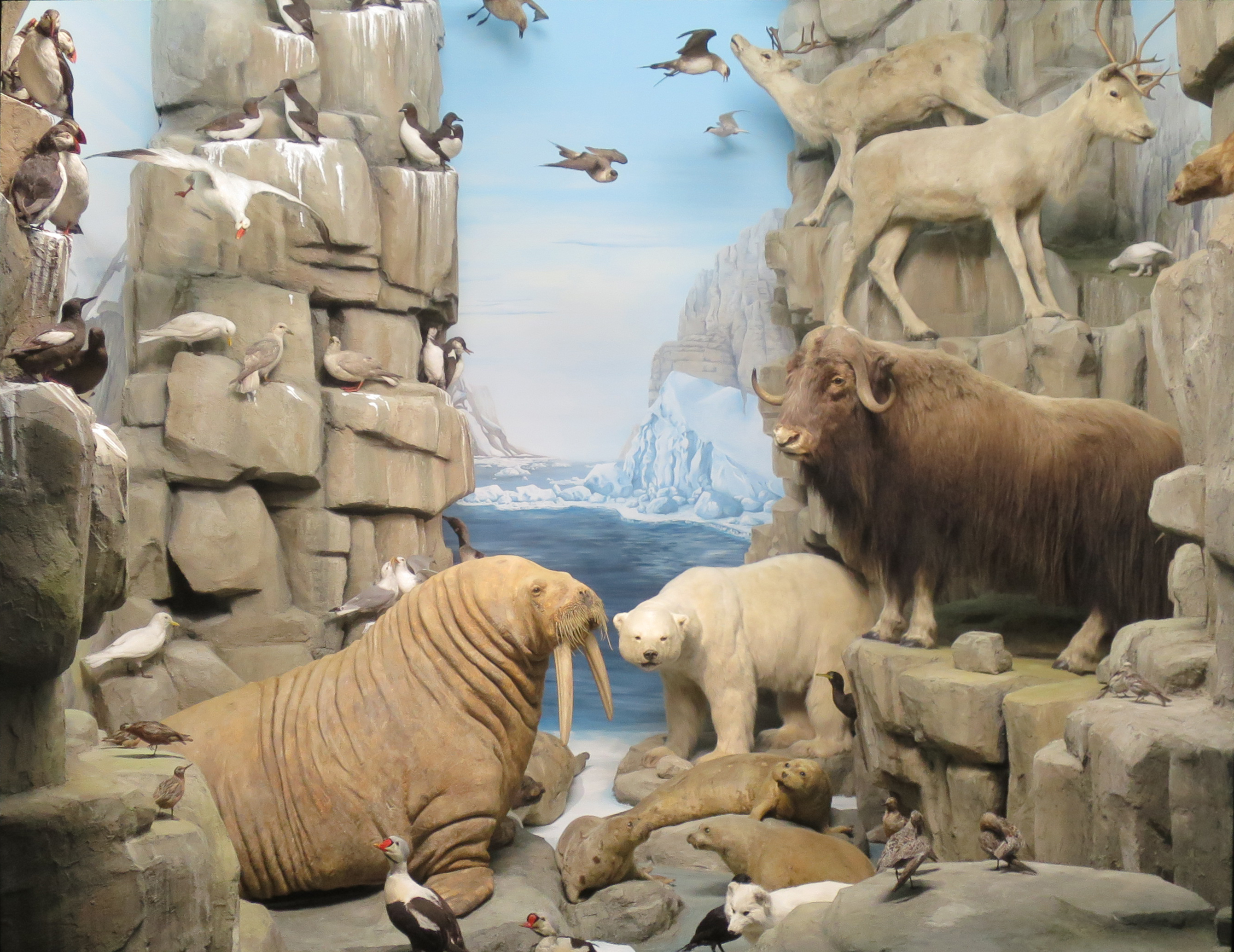
Diorama „Arktis“ (2023)

Die zehn historischen Dioramen im Erdgeschoss stammen aus dem ursprünglichen Konzept für das Museum, gehören zu dessen Erstausstattung 1906 und sind mit etwa 1000 Tierpräparaten besetzt. Sie zeigen zum einen europäische Lebensräume (Nordseeküste, Alpen, Flussufer), zum anderen die Faunen ganzer Kontinente (Afrika, Asien, Australien, Südamerika). Diese Kontinental-Dioramen waren in ihrer Konzeption weltweit einzigartig, weil sie die Fauna eines gesamten Kontinents in einer stark abstrahierten Landschaft darstellen. Zur Entstehungszeit der Dioramen war das eine völlig neue Art der Präsentation. Aufgrund ihres hohen historischen Werts wurden die Dioramen bei der letzten Sanierung des Museums 2007 bis 2014 im Ursprungszustand erhalten oder – nach Schäden im Zweiten Weltkrieg – wiederhergestellt und restauriert.

### Archäologie
Ur- und Frühgeschichte

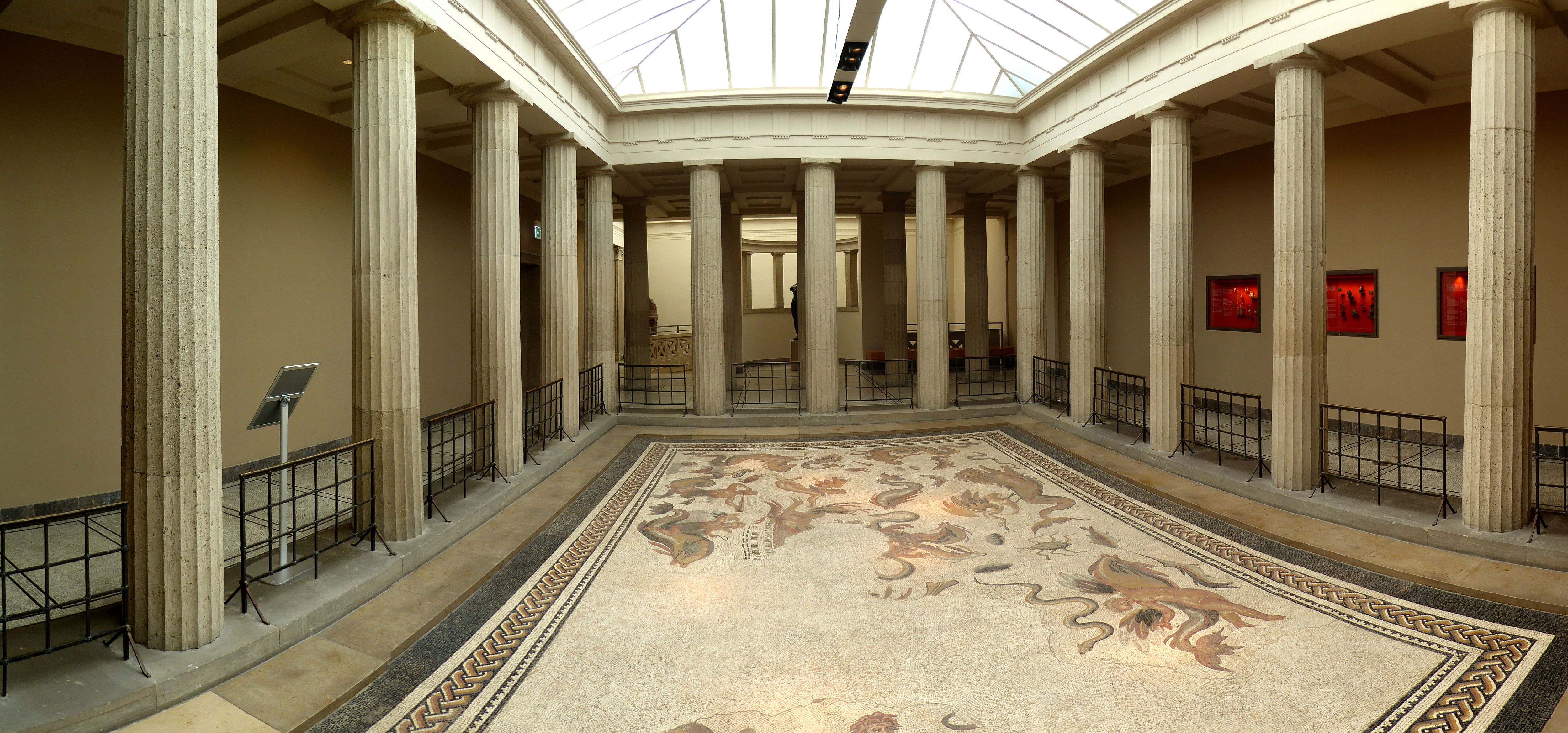
Oceanus-Mosaik aus den Römischen Thermen in Bad Vilbel (2022)

Der Älteste Darmstädter ist das Skelett eines in typischer Hockerstellung beigesetzten jungen Mannes. Es wurde 1926 gefunden und gehört zur Glockenbecherkultur, die ab 2000 v. Chr. durch Funde im Darmstädter Raum belegt ist. Die beiden Bronzehelme von Biebesheim stammen aus der späten Bronzezeit und wurden 1963 bei Biebesheim am Rhein gefunden. Das Raibacher Bild ist eines der seltenen vollplastischen keltischen Bildwerke. Die Filigranscheibenfibel aus Mölsheim ist eine Scheibenfibel aus dem 7. Jahrhundert, die zu den am reichsten verzierten Fibeln dieser Zeit zählt.
Provinzialrömische Archäologie
Zu den bedeutendsten Funden der Römerzeit, die im Landesmuseum ausgestellt sind, gehört das Oceanus-Mosaik aus den Römischen Thermen in Bad Vilbel. Es nimmt einen kompletten Raum ein. Ebenfalls in der römischen Abteilung befindet sich der Leugenstein aus Kleestadt sowie die Ritzinschrift auf einem Hypokaustziegel von der Römischen Villa Haselburg.
Sammlung von Korkmodellen antiker Bauten

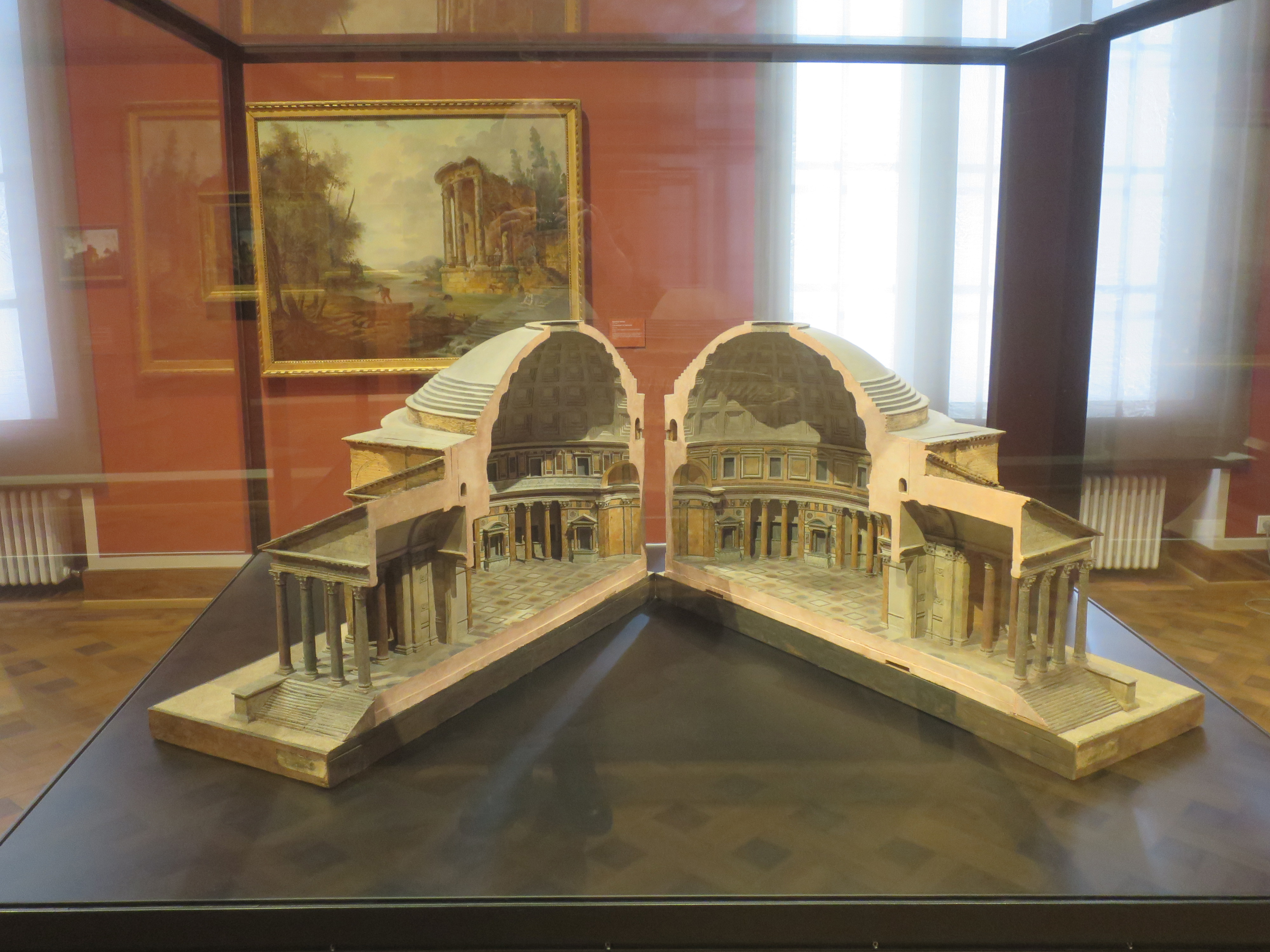
Korkmodell des Pantheons in Rom (2023)

Die Korkmodelle antiker römischer Architektur aus dem 18. Jahrhundert von Antonio Chichi sind naturgetreue Modelle der Bauten, wie sich damals darboten. Allein schon wegen seiner Größe fallen die Modelle von Kolosseum und das aufklappbare Modell des Pantheon auf. Aber auch viele andere bekannte Bauten wurden so wiedergegeben, so die Triumphbögen des Septimius Severus und der Konstantinsbogen.

### Kunst und Handwerk
Mittelalterliche Kunst

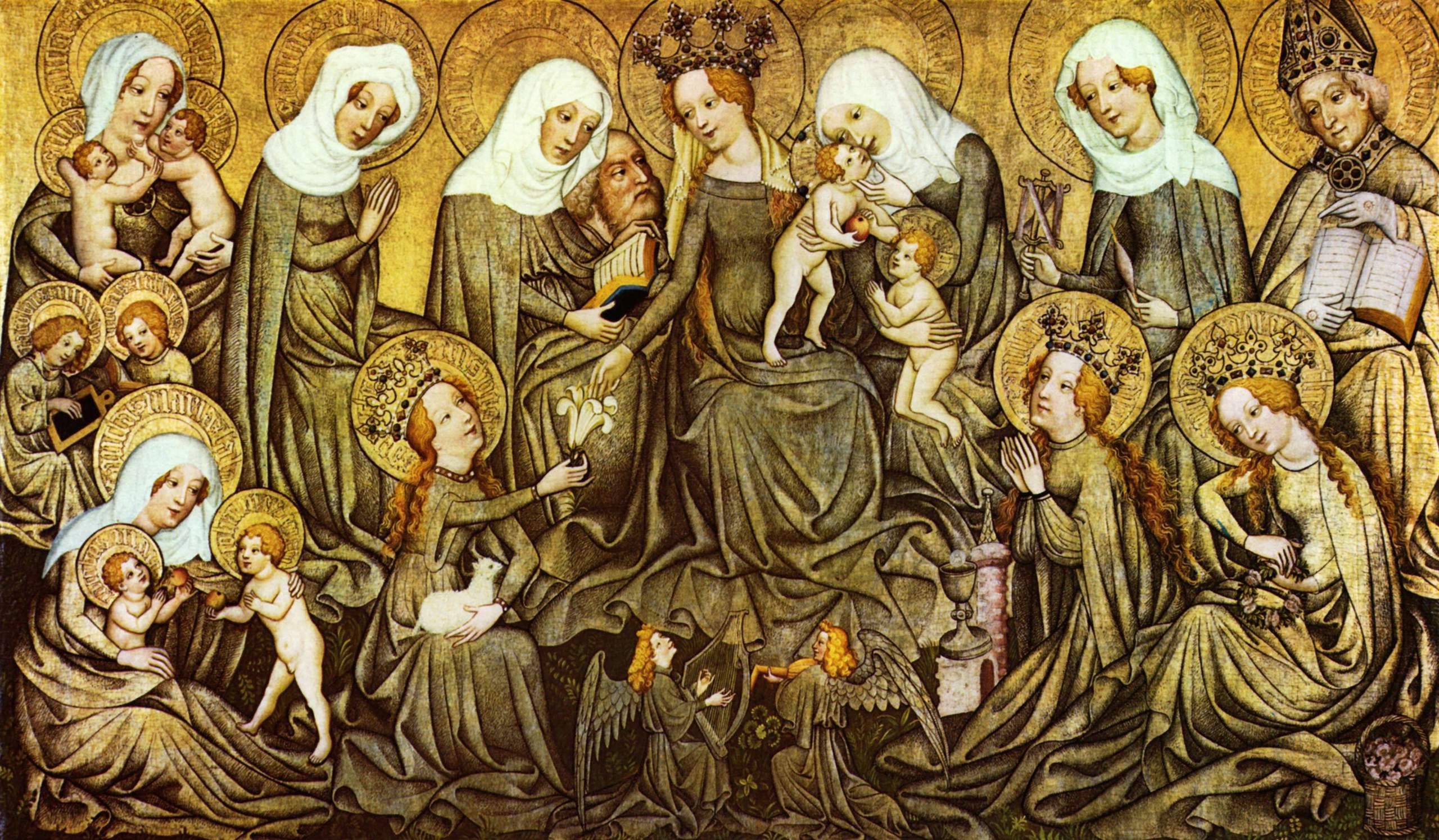
Meister des Ortenberger Altars: Ortenberger Altar, Szene „Die Heilige Sippe“, um 1430

Die umfangreiche Sammlung mittelalterlicher Kunst basiert auch auf der Sammlung des Barons Adolf von Hüpsch. Gemälde- und Skulpturensammlung umfassen vor allem mittel- und oberrheinische sowie Kölner Arbeiten vom 13. bis zum 16. Jahrhundert. Die Wormser Tafeln stammen aus dem Wormser Dom und gelten eines der frühesten Werke der deutschen Tafelmalerei. Weitere wichtige Werke sind der Ortenberger Altar, der Wernigeroder Altar und die Darbringung im Tempel von Stefan Lochner.
Mittelalterliches Kunsthandwerk
Eine umfangreiche Sammlung mittelalterlichen Kunsthandwerks, besonders Arbeiten in Edelmetall und Elfenbein werden gezeigt, viele Bucheinbände und Reliquiare.
Glasmalerei
Viele Werke stammen aus Kirchen und Klöstern, die im Rahmen der Säkularisation am Anfang des 19. Jahrhunderts aufgelöst wurden. Hervorzuheben sind die Fenster aus der Stiftskirche St. Peter in Wimpfen im Tal (1280/90) – das damals zum Großherzogtum Hessen gehörte – und aus der Pfarrkirche in Partenheim (1440). Der Lorscher Kopf ist ein nur fragmentarisch erhaltenes hochmittelalterliches Buntglasfenster, das als archäologischer Fund auf dem Gelände des ehemaligen Klosters Lorsch geborgen wurde. Es ist eines der ältesten erhaltenen Buntglasfenster Europas.
Kunst der Renaissance

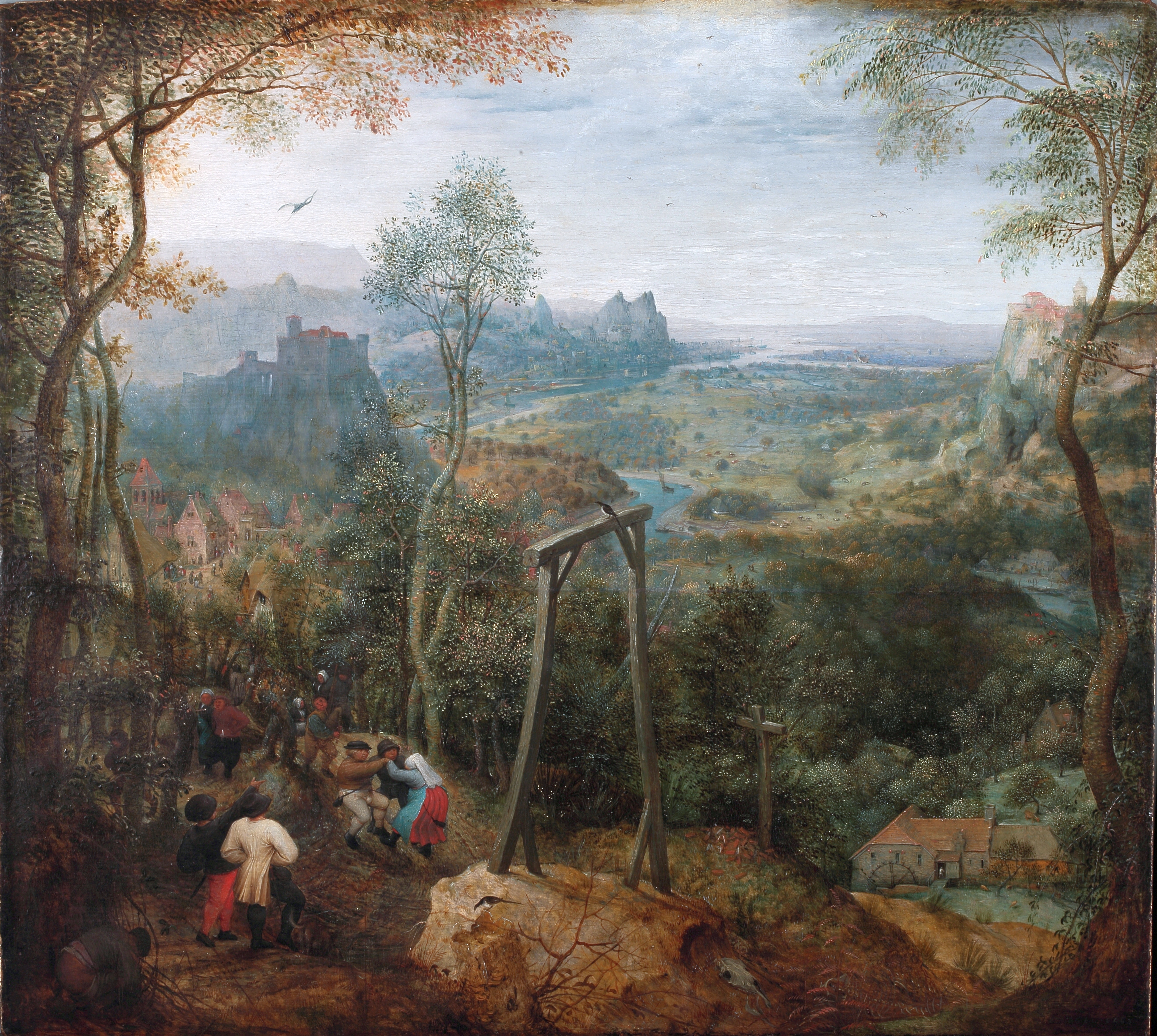
Pieter Bruegel der Ältere: Die Elster auf dem Galgen, 1568

Zur Sammlung gehört Die Elster auf dem Galgen, ein Gemälde von Pieter Bruegel dem Älteren. Gezeigt werden weiter Gemälde von Lucas Cranach d. Ä., darunter das Porträt des Kardinals Albrecht von Brandenburg als Heiliger Hieronymus (1525) und Hans Baldung Griens Christus als Gärtner (1539).
Kunst des Barock
In der Sammlung holländischer Meisterwerke des 17. Jahrhunderts sind die Amsterdamer Rembrandt-Schule und die Malerei im nahegelegenen Haarlem besonders gut vertreten.
Kunst des 19. und 20. Jahrhunderts

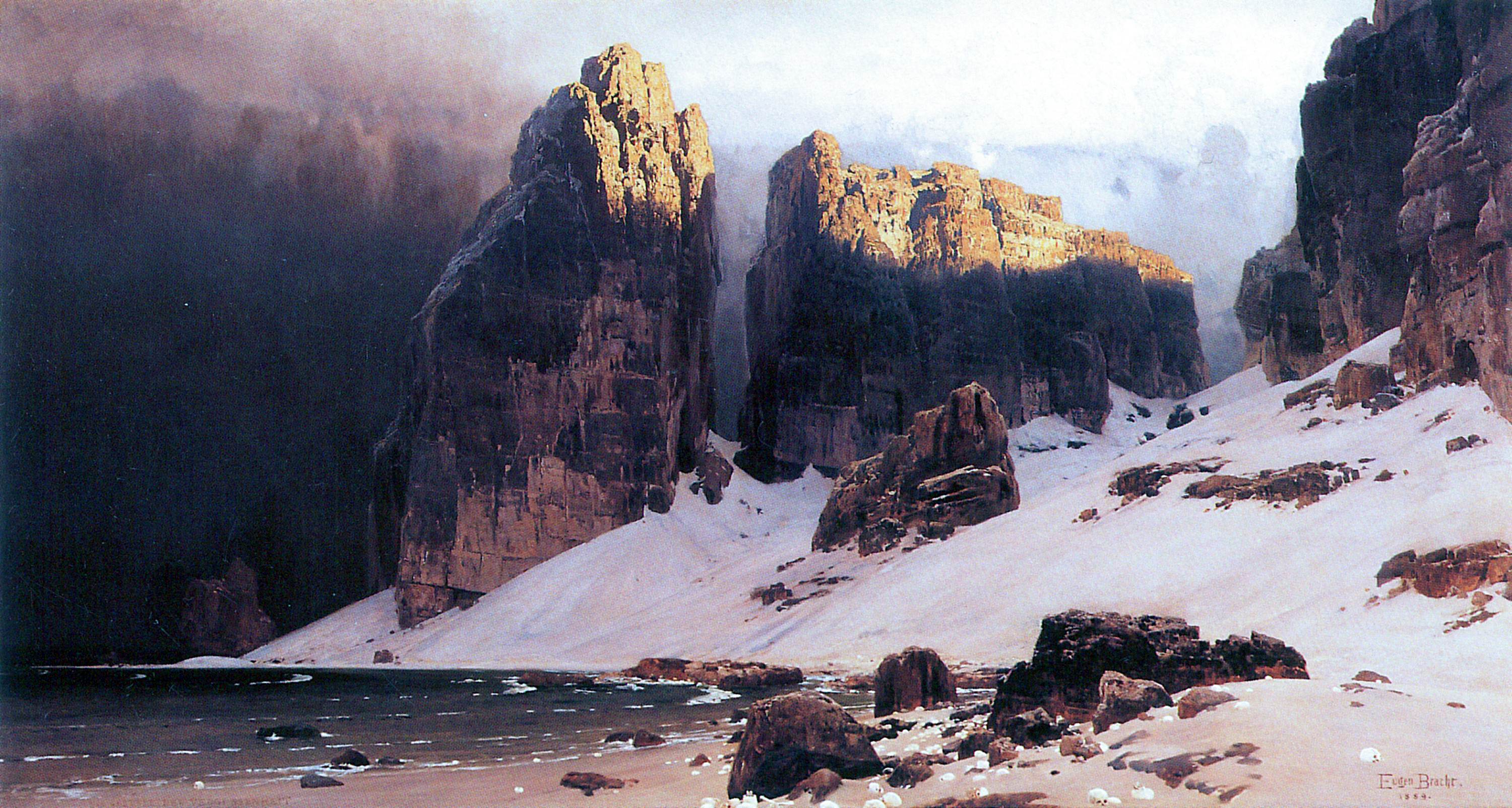
Eugen Bracht: „Gestade der Vergessenheit“, 1889

Hier sind vertreten Franz von Stuck, John William Waterhouse, Anselm Feuerbach mit der berühmten Iphigenie und Eugen Bracht mit dem Gestade der Vergessenheit. Die vierzehn Gemälde Arnold Böcklins sind die größte Sammlung in einem deutschen Museum und gehen auf eine Stiftung von Maximilian von Heyl zurück.
Zu der Sammlung der Kunst des 20. Jahrhunderts gehört unter anderem Morgensonne von Lovis Corinth und Werke von Ernst Ludwig Kirchner, Max Pechstein, August Macke, Lyonel Feininger und Max Beckmann.
Block Beuys
Der Block Beuys ist eine umfangreiche Sammlung von Plastiken und Arbeiten auf Papier des Künstlers Joseph Beuys, die der Künstler 1970 als Werkkomplex im Museum installierte. Sie füllt sieben Räume.
Sammlung Simon Spierer
Die Sammlung Simon Spierer, Ein Wald der Skulpturen, umfasst 40 Plastiken der klassischen Moderne, die in drei Räumen ausgestellt sind. Sie stammen von Max Ernst, Henry Moore, Lucio Fontana, Louise Bourgeois, Barbara Hepworth, Germaine Richier, Max Bill, Isamu Noguchi, Daniel Spoerri und Tony Cragg.
Graphische Sammlung
Um 1800 begann der spätere Großherzog Ludewig I.; auch Grafik zu sammeln. 1802 erwarb er das fast komplette druckgrafische Werk Albrecht Dürers und Rembrandt van Rijns. Zur Graphischen Sammlung gehört auch ein Studiensaal.
Waffensammlung
Der Waffensaal gehört zu den ursprünglichen, von Alfred Messel konzipierten Stilräumen des Museums. In der gotischen Halle ist die historische Waffensammlung ausgestellt. Helme, Rüstungen, Turnierzubehör, Hieb-, Stich- und Feuerwaffen zeigen die Entwicklung des Sektors. Hervorzuheben sind die berühmten Funde von der Belagerung und Zerstörung der Burg Tannenberg, dem ältesten archäologischen Beleg des Einsatzes von Artillerie und Feuerwaffen.
Jugendstil

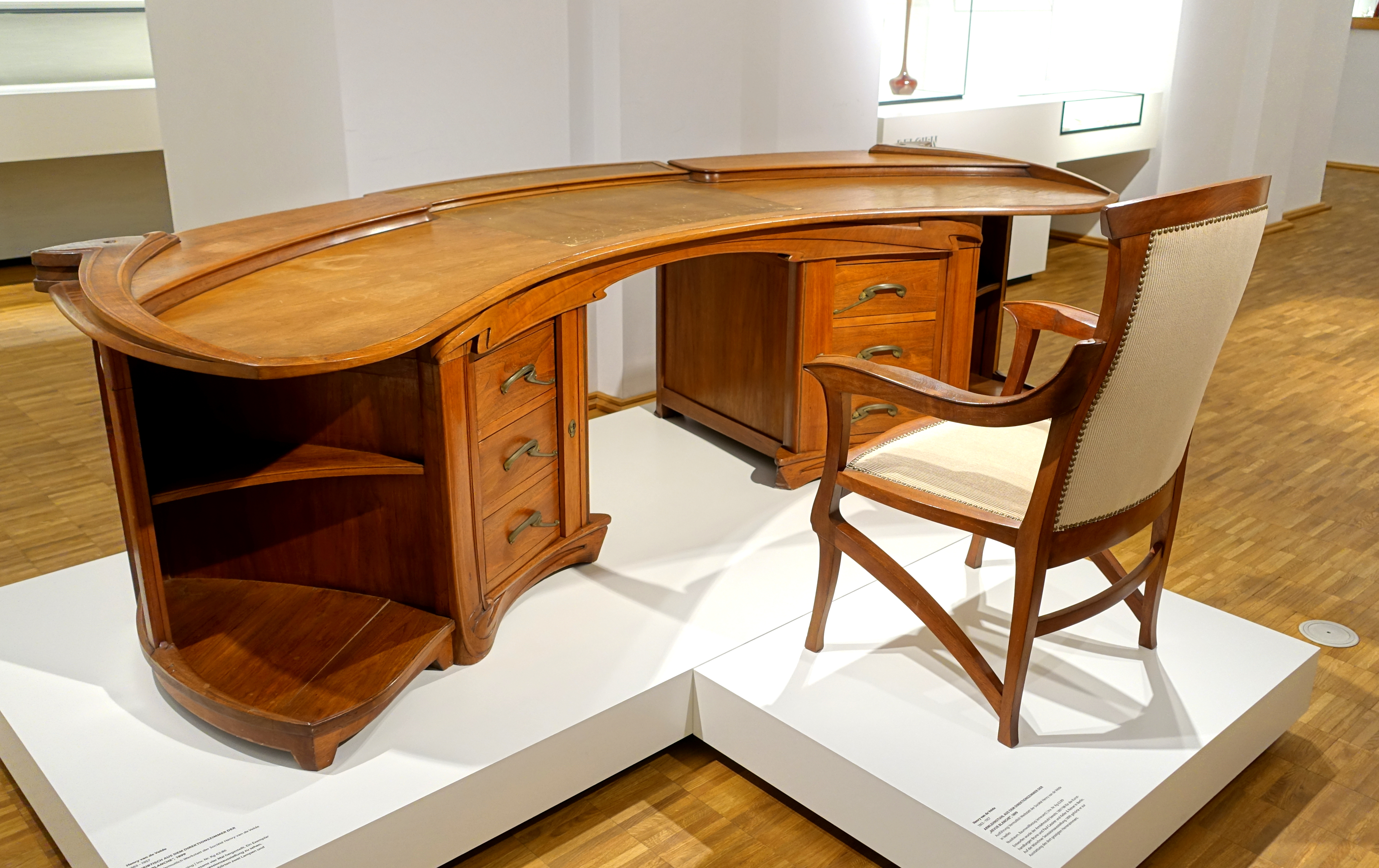
Schreibtisch von Henry van de Velde, 1899, für den Direktor der Revue Blanche

Die Sammlung umfasst Kunsthandwerk aus Europa und den USA. Über 400 Gläser und Keramiken, Möbel, Textilien, Kleinbronzen, Metall- und Silberschmiedearbeiten nahezu aller namhaften Künstler der Zeit um 1900 dokumentieren deren vielfältiges Schaffen. Zu den Beständen gehören Arbeiten von Emile Gallé, von Hector Guimard, Otto Eckmann, Richard Riemerschmid, Louis Comfort Tiffany, Henry van de Velde, Aristide Maillol, Paul Ranson, Émile Bernard, der Schule von Nancy und der Wiener Werkstätte. Auch die Mitglieder der Darmstädter Künstlerkolonie Mathildenhöhe sind selbstverständlich vertreten. Herausragend ist die 250 Stücke umfassende Sammlung an Jugendstilschmuck von René Lalique, Georges Fouquet, Georg Arthur Jensen, Hans Christiansen, Ernst Riegel und der Firma Fabergé.

## Projekte und Kooperationen
Die Schader-Stiftung und das Hessische Landesmuseum Darmstadt zeigten von 2007 bis 2013 gemeinsame Ausstellungen unter dem Titel Bilder gesellschaftlichen Wandels. Die auf die Verbindung von Gesellschaftswissenschaften und Praxis zielenden Fragestellungen und Forschungsfelder der Schader-Stiftung stehen im Dialog mit der Geschichte, den Themen und Motiven der Kunst. Basis dieser Ausstellungen sind die reichen Bestände an Gemälden, Skulpturen und Arbeiten auf Papier des Hessischen Landesmuseums Darmstadt.
Erarbeitet wurden folgende Ausstellungen: Die fremde Landschaft (2007), Feldforschung Stadt: 29 Antworten (2007/2008), Skulptur Raum Darmstadt (2008), Stadtmensch – Zeitsprung (2008/2009), Stadt – Bild – Konstruktion (2009), verborgen : gesehen (2009/2010), Anny und Sibel Öztürk. from inner to outer shadow (2010), Gegen den Krieg (2010), Ansichten des Ich (2011/2012), Die subtile Gewalt der Dinge (2012/2013).

## Sonder- und Wechselausstellungen (Auswahl)
- „Stille Musik.“ Anselm Feuerbachs „Iphigenien“ (13. September – 14. Dezember 2014)
- Karl der Große – 1200 Jahre Mythos und Wirklichkeit (18. November 2014 – 25. Januar 2015)
- gewünscht, geschenkt, gekauft – Neuerwerbungen der Graphischen Sammlung (26. November 2014 – 8. Februar 2015)
- Zwischen Aufklärung und Romantik – Zeichnungen, Aquarelle und Ölstudien aus der Gründungszeit des Hessischen Landesmuseums Darmstadt (13. März – 14. Juni 2015)
- Expanding Worlds. Originale Urmenschen-Funde aus fünf Weltregionen (9. Oktober – 22. November 2015)
- Albrecht Dürer – Meisterwerke der Druckgraphik aus dem Hessischen Landesmuseum Darmstadt (29. Januar – 24. April 2016)
- Verborgene Schönheit – Kunstformen der Natur (18. Februar – 3. Juli 2016)
- Chic! Mode im 17. Jahrhundert (15. Juli – 16. Oktober 2016)
- Gestaltete Sehnsucht. Reiseplakate um 1900 (27. Oktober 2016 – 26. Februar 2017)
- Rosetta – Europas Kometenjäger (12. Mai – 8. Oktober 2017)
- Die Ordnung des Himmels (8. Juni – 3. September 2017)
- Bildwerke des Wissens – Ein Querschnitt durch 450 Jahre Universitäts- und Landesbibliothek Darmstadt (2. November 2017 – 4. Februar 2018)
- Der Mainzer Goldschmuck – Ein Kunstkrimi aus der deutschen Kaiserzeit (8. Dezember 2017 – 11. März 2018)
- Eleganz & Poesie – Höhepunkte der französischen Zeichenkunst (29. März – 24. Juni 2018)
- Beschaffenheit des Himmels – Altarmalerei am Mittelrhein vom 13. bis 16. Jahrhundert (24. April – 26. August 2018)
- Microsculpture – Die Insektenportraits von Levon Biss. Aus der Sammlung des Oxford University Museum of Natural History (4. Mai – 5. August 2018)
- Hommage an Carl Philipp Fohr (29. Juni – 26. August 2018)
- Stages – Episoden des Lebens (28. September 2018 – 27. Januar 2019)
- bauhausPositionen (11. April – 11. August 2019)
- Alltagstauglich! Schmuck von Jugendstil bis Art Déco (10. Mai – 8. September 2019)
- Kraftwerk Block Beuys (14. Februar – 20. September 2020)
- Tomás Saraceno: Songs for the Air (25. September – 28. März 2021)
- Urpferd 2.0 – 25 Jahre UNESCO-Welterbe (11. Juli 2020 – 7. Februar 2021)
- Peter Lindbergh: Untold Stories (12. Januar – 18. April 2021)
- Joseph Beuys. Ulysses (13. Mai – 1. August 2021)
- Ich, Max Liebermann! Ein europäischer Künstler (7. Oktober 2021 – 9. Januar 2022), Kurator Martin Faass
- American Heiner. Ein Mammut macht Geschichte (25. März – 19. Juni 2022)
- Remember Venice! Bernardo Bellotto zeichnet (21. Oktober 2022 – 15. Januar 2023)
- Urknall der Kunst. Moderne trifft Vorzeit (24. März – 9. Juli 2023)
- Into the Space Age! Visionen & Design (22. September 2023 – 7. Januar 2024)
- TOD UND TEUFEL. Faszination des Horrors (1. März 2024 – 2. Juni 2024)
- Ich muss mich erst mal sammeln. Jakob Lena Knebl, Markus Pires Mata und die Sammlungen des Hessischen Landesmuseum Darmstadt (15. November 2024 – 16. Februar 2025)
- Wildlife Photographer of the Year (6. Dezember 2024 – 30. März 2025)
- Candida Höfer. Fotografien (22. Mai – 24. August 2025)
- Wolken. Erleben und Verstehen (22. August 2025 – 11. Januar 2026)

## Außenstellen
Die Außenstelle für Schriftguss, Satz und Druckverfahren im Druckmuseum/Haus für Industriekultur in Darmstadt ist vorübergehend geschlossen.

## Förderverein
Das Museum wird ideell und finanziell unterstützt von den Freunde des Landesmuseums Darmstadt, die Exklusivführungen, ein Vortragsprogramm sowie Exkursionen und Atelierbesuche anbietet.

## Weitere Einrichtungen
Das Museum besitzt einen öffentlich zugänglichen Studiensaal der Graphischen Sammlung, eine öffentlich zugängliche Bibliothek, regelmäßige Begutachtungen von Kunst und naturhistorischen Objekten (nach Anmeldung) sowie einen Museumsshop und ein Museumscafé. Der Eingang des Museums ist barrierefrei (Westseite am Museumsshop), es gibt einen barrierefreien Orientierungsplan sowie Fahrstühle und entsprechende Sanitäreinrichtungen.

## Filme
- Hessisches Landesmuseum Darmstadt (= Museums-Check. Folge 67). Reportage, 30 Min., Moderation: Markus Brock, Produktion: 3sat. Erstausstrahlung: 21. Februar 2021.[21]